# Astenus bimaculatus
Astenus bimaculatus är en skalbaggsart som först beskrevs av Wilhelm Ferdinand Erichson 1840.  Astenus bimaculatus ingår i släktet Astenus, och familjen kortvingar. Arten har ej påträffats i Sverige.